# Вилки (Белопольский район)
Вилки (укр. Вилки) — село,
Жовтневенский поселковый совет,
Белопольский район,
Сумская область,
Украина.
Код КОАТУУ — 5920655304. Население по данным 1988 года составляло 20 человек.
Село ликвидировано в 2007 году.

## Географическое положение
Село Вилки находится на расстоянии в 1,5 км от сёл Рудка и Сушилино.
Рядом с селом проходит газопровод Уренгой-Ужгород.
В 3-х км проходит автомобильная дорога Т-2504.

## История
- 2007 — село ликвидировано[1].